# Harold Humbrock
Harold Humbrock (* 4. Januar 1905; † 9. Februar 1993) war ein Tontechniker der für einen Film als VFX-Künstler verantwortlich war.

## Karriere
Harold Humbrock war im Filmgeschäft von 1954 bis 1958 tätig. In der Anfangszeit war er für den Ton verantwortlich, später als Soundeditor tätig. So wirkte er unter anderem bei den Filmen Das Tal der Könige, Der scharlachrote Rock, Stadt in Angst, Vincent van Gogh – Ein Leben in Leidenschaft, Die letzte Jagd und Torpedo los! mit. Bei einem Spielfilm war er für die visuelle Effekten mitverantwortlich und erhielt für seine künstlerische Leistung bei dem Kriegsfilm Torpedo los! bei der Oscarverleihung 1959 eine Oscarnominierung in der Kategorie „Beste visuelle Effekte“. Die Auszeichnung erhielt Tom Howard für seinen Beitrag Der kleine Däumling.

## Filmografie
- 1954: Das Tal der Könige (Valley of the Kings)
- 1954: Tief in meinem Herzen (Deep in My Heart)
- 1955: Kismet
- 1955: Der scharlachrote Rock (The Scarlet Coat)
- 1955: Das Schloss im Schatten (Moonfleet)
- 1955: Stadt in Angst (Bad Day at Black Rock)
- 1956: Vincent van Gogh – Ein Leben in Leidenschaft (Lust for Life)
- 1956: Die letzte Jagd (The Last Hunt)
- 1958: Torpedo los! (Torpedo Run)
- 1958: Vom Teufel geritten (Saddle the Wind)